# FC Petržalka 1898
FC Petržalka 1898 (celým názvem: Football Club Petržalka 1898) byl slovenský fotbalový klub, který sídlil v bratislavské městské části Petržalka. Založen byl v roce 1898 pod názvem Pozsonyi TE, zanikl v roce 2014 po finančním krachu. K největším úspěchům klubu patřila účast v základní skupině Ligy mistrů v sezoně 2005/06.
Své domácí zápasy hrával klub původně na Štadiónu Petržalka (dříve také nazývaný Štadión za Starým mostom), na kterém hrál po svém založení až do uzavření v roce 2008. V letech 2008 až 2010 hrál po uzavření původního stadionu na Pasienkách, bývalém domově Interu Bratislava. Do roku 2012 pak hrál v nájmu na bývalém stadionu Rapidu Bratislava v Prievozu. Na novém stadionu ve čtvrti Ovsište hrál od sezóny 2012/13 až do zániku.

## Historie
První fotbalový klub v Petržalce vznikl v roce 1898 pod názvem PTE (Pozsonyi Torna
Egyesulet). Prvním zápasem odehraným na území Slovenska byl s MFC Budapešť, který domácí prohráli 1:3.
Artmedia Petržalka se poprvé objevuje ve vyšší soutěži v sezóně 1958/59 a to v divizi. V té se ale neudržela. Opětovně se do divize probojovala až v sezóně 1971/72. V 2. slovenské národní lize se klub objevuje v roce 1979 a svou premiéru v první lize si odbyl v sezóně 1981/82. V té se ovšem neudržel a sestoupil. To samé se opakovalo v sezóně 1984/85. Od vzniku samostatné slovenské ligy je klub pravidelným účastníkem. Svou první trofej (slovenský pohár) získal klub v sezóně 2003/2004 a největším klubovým úspěchem v rámci slovenska je titul mistra ligy ze sezóny 2004/2005. Premiérová
účast v lize mistrů v nadcházejícím ročníku byla pro klub velmi úspěšná, neboť se probojoval do bojů v základní skupině, kde zdolal i portugalský klub FC Porto na jeho hřišti 3:2.

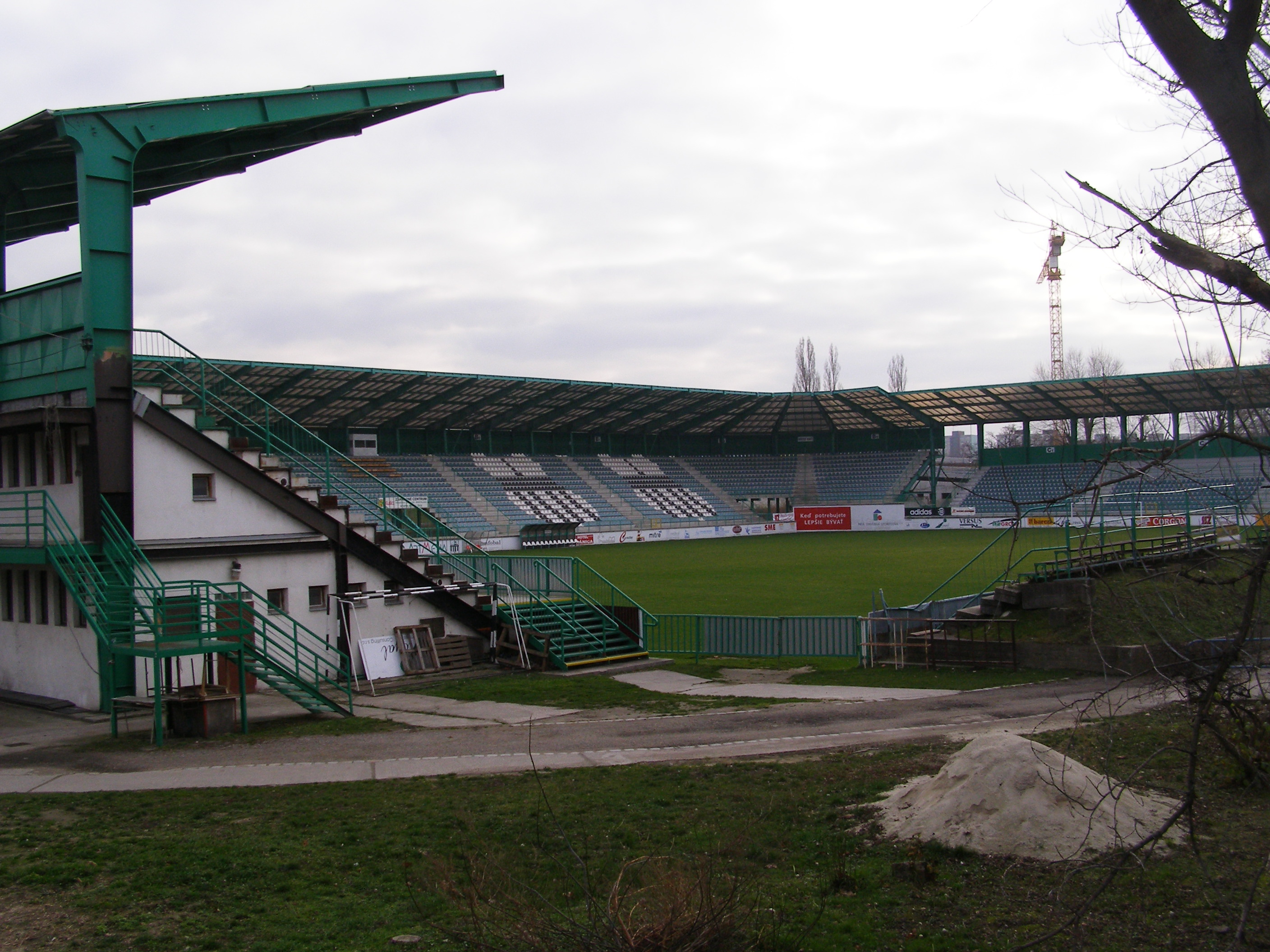
Klubový stadion Petržalka

### Sezóna 2007/08
Trenérem klubu je Vladimír Weiss který považuje za opory klubu hráče se zkušeností v Lize mistrů UEFA, kterými jsou Balázs Borbély, Ján Kozák, Branislav Fodrek a Juraj Halenár. Dalšími hráči s velkým potenciálem jsou Pavol Ďurica a Marián Čišovský. Rozpočet klubu pro tuto sezónu je kolem 50-60 miliónů slovenských korun. V letošní sezóně se Artmedia probojovala do prvního kola Poháru UEFA, když v prvním předkole zdolala moladavský FC Zimbru Chişinau a v druhém předkole arménský klub FC MIKA. V prvním kole, ale nestačila na řecký klub Panathinaikos FC kterému podlehla v obou zápasech.
Do jarní části Corgoň ligy nastoupí Artmedia s novou brazilskou posilou Cléberem, jenž přestoupil z arménského klubu FC MIKA. Na přelomu roku opustil klub slovenský fotbalový reprezentant Balázs Borbély, který přestoupil do rumunského prvoligového klubu Politehnica Ştiinţa Timişoara. Dalším hráčem, který opouští klub je Gábor Straka, jenž přestoupil do polského Ruchu Chorzów. Novou posilou je český reprezentant Zbyněk Pospěch, který přichází z norského klubu Odd Grenland. Šlágrem druhé části sezóny je semifinále proti MŠK Žilina ve slovenském poháru, které se uskuteční 8. dubna.

### Pád z elitní ligové společnosti, rychlé zadlužení a zánik
V průběhu sezóny 2008/09 klub opustil majitel Ivan Kmotrík, který poté vstoupil do konkurenčního Slovanu Bratislava. Po odchodu majitele klub začal ztrácet velmi rychle své pozice mezi smetánkou slovenského fotbalu, což vyústilo až v sestup do 2. ligy v sezóně 2009/10. Po sestupu byl klub v kritické situaci, kterou zažehnal vstup Dr. Jozefa Vengloša mladšího. Klub poté následně přejmenoval na FC Petržalka 1898 s čím souvisel i přesun klubu ze Štadiónu Petržalka na stadion bývalého Rapidu Bratislava v Prievozu.
Ovšem i přes vstup nového vedení byl klub v roce 2011 opět ve finančních problémech. Klub neplatil výplaty hráčům, což následně zapřičinilo i sestup do 3. ligy. V následující sezóně 2012/13 klub opět měnil vedení, tentokráte se stal předsedou Jozef Augustín, který do klubu přivedl i pár menších sponzorů. Dokonce se klubu povedlo vybudovat vlastní stadion ve čtvrti Ovsište na ulici M. C. Sklodowskej. I přes to se jej však nepovedlo dostatečně stabilizovat, kvůli čemuž pak skončil po skončení sezóny 2013/14 v konkursu. Příznivci klubu po jeho zániku založili svůj vlastní klub – FC Petržalka Akadémia, který přihlásili do 5. ligy (nejnižší soutěž v Regiónu Bratislava).

## Získané trofeje
- 1. slovenská fotbalová liga ( 2x )
  - 2004/05, 2008/09
- Slovenský fotbalový pohár ( 2x )
  - 2003/04, 2007/08
- Slovenský fotbalový superpohár ( 1x )
  - 2005

## Historické názvy
Zdroj:
- 1899 – Pozsonyi TE (Pozsonyi Torna Egyesület)
- 1939 – Engerau Pressburg
- 1945 – ŠK Petržalka (Športový klub Petržalka)
- 1949 – ZŠJ Kovosmalt Petržalka (Základná športová jednota Kovosmalt Petržalka)
- 1953 – TJ Spartak Kovosmalt Bratislava (Telovýchovná jednota Spartak Kovosmalt Bratislava)
- 1963 – TJ Považské Strojárne Bratislava (Telovýchovná jednota Považské Strojárne Bratislava)
- 1965 – SKS Petržalka (Spartak Kovosmalt Petržalka)
- 1976 – TJ ZŤS Petržalka (Telovýchovná jednota Závody ťažkého strojárstva Petržalka)
- 1986 – fúze s TJ Internacionál Slovnaft Bratislava ⇒ TJ Internacionál Slovnaft ZŤS Bratislava-Petržalka (Telovýchovná jednota Internacionál Slovnaft Závody ťažkého strojárstva Bratislava-Petržalka)
- 1990 – znovu oddělení ⇒ 1. FC Hydronika Petržalka (Prvý futbalový club Hydronika Petržalka)
- 1991 – 1. FC Petržalka (Prvý futbalový club Petržalka)
- 1993 – FC Artmedia Petržalka (Football Club Artmedia Petržalka)
- 2004 – FC Artmedia Bratislava (Football Club Artmedia Bratislava)
- 2005 – fúze s FK Rapid Bratislava ⇒ název nezměněn[8]
- 2007 – FC Artmedia Petržalka (Football Club Artmedia Petržalka)
- 2009 – MFK Petržalka (Mestský futbalový klub Petržalka)
- 2010 – FC Petržalka 1898 (Football Club Petržalka 1898)
- 2014 – zánik

## Umístění v jednotlivých sezonách
Stručný přehled
Zdroj: 
- 1907–1908: Vidéki bajnokság – sk. Nyugati
- 1912–1914: Vidéki bajnokság – sk. Dunántúli (Pozsonyvidéki)
- 1917–1918: Vidéki bajnokság – sk. Nyugati
- 1918–1919: Vidéki bajnokság – sk. Nyugati (I. osztály)
- 1965–1969: Krajský přebor – sk. Západ
- 1969–1971: Krajský přebor – sk. Bratislava
- 1971–1978: Divize E
- 1978–1979: Divize – sk. Západ
- 1979–1981: 1. SNFL
- 1981–1982: 1. liga
- 1982–1984: 1. SNFL
- 1984–1985: 1. liga
- 1985–1986: 1. SNFL
- 1986–1991: viz TJ Internacionál Slovnaft ZŤS Bratislava-Petržalka
- 1991–1993: 1. SNFL
- 1993–1996: 2. liga
- 1996–2010: 1. liga
- 2010–2012: 2. liga
- 2012–2014: 3. liga – sk. Západ

Jednotlivé ročníky
Zdroj: 
Legenda: Z - zápasy, V - výhry, R - remízy, P - porážky, VG - vstřelené góly, OG - obdržené góly, +/- - rozdíl skóre, B - body, červené podbarvení - sestup, zelené podbarvení - postup, fialové podbarvení - reorganizace, změna skupiny či soutěže
| Maďarsko (1907 – 1919)                                                                                |                                                  |        |     |     |     |     |     |     |     |     |        |
| Sezóny                                                                                                | Liga                                             | Úroveň | Z   | V   | R   | P   | VG  | OG  | +/- | B   | Pozice |
| 1907/08                                                                                               | Vidéki bajnokság – sk. Nyugati                   | 2      | 4   | 0   | 0   | 4   | ... | ... | ... | 0   | 3.     |
| 1908/09                                                                                               | Vidéki bajnokság – sk. Nyugati                   | 2      | 7   | 5   | 1   | 1   | 38  | 7   | +31 | 11  | 2.     |
| ...                                                                                                   |                                                  |        |     |     |     |     |     |     |     |     |        |
| 1912/13                                                                                               | Vidéki bajnokság – sk. Dunántúli (Pozsonyvidéki) | 2      | 10  | 0   | 0   | 10  | ... | ... | ... | 0   | 6.     |
| 1913/14                                                                                               | Vidéki bajnokság – sk. Dunántúli (Pozsonyvidéki) | 2      | 8   | 7   | 0   | 1   | ... | ... | ... | 14  | 1.     |
| ...                                                                                                   |                                                  |        |     |     |     |     |     |     |     |     |        |
| 1917/18                                                                                               | Vidéki bajnokság – sk. Nyugati                   | 2      | ... | ... | ... | ... | ... | ... | ... | ... | 2.     |
| 1918/19                                                                                               | Vidéki bajnokság – sk. Nyugati (I. osztály)      | 2      | 4   | 3   | 0   | 1   | 6   | 3   | +3  | 6   | 3.     |
| Československo (1919 – 1993)                                                                          |                                                  |        |     |     |     |     |     |     |     |     |        |
| Sezóny                                                                                                | Liga                                             | Úroveň | Z   | V   | R   | P   | VG  | OG  | +/- | B   | Pozice |
| ...                                                                                                   |                                                  |        |     |     |     |     |     |     |     |     |        |
| 1965/66                                                                                               | Krajský přebor – sk. Západ                       | 4      | 26  | 12  | 6   | 8   | 37  | 29  | +8  | 30  | 4.     |
| 1966/67                                                                                               | Krajský přebor – sk. Západ                       | 4      | 26  | 13  | 4   | 9   | 62  | 41  | +21 | 30  | 6.     |
| 1967/68                                                                                               | Krajský přebor – sk. Západ                       | 4      | 26  | 11  | 3   | 12  | 41  | 27  | +14 | 25  | 10.    |
| 1968/69                                                                                               | Krajský přebor – sk. Západ                       | 4      | 26  | 11  | 5   | 10  | 31  | 28  | +3  | 27  | 8.     |
| 1969/70                                                                                               | Krajský přebor – sk. Bratislava                  | 5      | 23  | 13  | 4   | 6   | 41  | 24  | +17 | 30  | 2.     |
| 1970/71                                                                                               | Krajský přebor – sk. Bratislava                  | 5      | 25  | 19  | 3   | 3   | 57  | 12  | +45 | 41  | 1.     |
| 1971/72                                                                                               | Divize E                                         | 4      | 26  | 9   | 8   | 9   | 36  | 35  | +1  | 26  | 9.     |
| 1972/73                                                                                               | Divize E                                         | 4      | 26  | 11  | 8   | 7   | 35  | 26  | +9  | 30  | 2.     |
| 1973/74                                                                                               | Divize E                                         | 4      | 26  | 9   | 6   | 11  | 31  | 39  | -8  | 24  | 10.    |
| 1974/75                                                                                               | Divize E                                         | 4      | 26  | 12  | 7   | 7   | 31  | 25  | +6  | 31  | 3.     |
| 1975/76                                                                                               | Divize E                                         | 4      | 26  | 15  | 4   | 7   | 49  | 35  | +14 | 34  | 3.     |
| 1976/77                                                                                               | Divize E                                         | 4      | 26  | 13  | 4   | 9   | 57  | 34  | +23 | 30  | 3.     |
| 1977/78                                                                                               | Divize E                                         | 3      | 30  | 16  | 5   | 9   | 52  | 33  | +19 | 37  | 2.     |
| 1978/79                                                                                               | Divize – sk. Západ                               | 3      | 22  | 18  | 1   | 3   | 44  | 11  | +33 | 37  | 1.     |
| 1979/80                                                                                               | 1. SNFL                                          | 2      | 30  | 10  | 11  | 9   | 37  | 32  | +5  | 31  | 5.     |
| 1980/81                                                                                               | 1. SNFL                                          | 2      | 30  | 19  | 3   | 8   | 57  | 27  | +30 | 41  | 1.     |
| 1981/82                                                                                               | 1. liga                                          | 1      | 30  | 8   | 6   | 16  | 26  | 43  | -17 | 22  | 15.    |
| 1982/83                                                                                               | 1. SNFL                                          | 2      | 30  | 13  | 4   | 13  | 51  | 47  | +4  | 30  | 6.     |
| 1983/84                                                                                               | 1. SNFL                                          | 2      | 30  | 24  | 3   | 3   | 80  | 19  | +61 | 49  | 1.     |
| 1984/85                                                                                               | 1. liga                                          | 1      | 30  | 6   | 9   | 15  | 29  | 47  | +18 | 21  | 15.    |
| 1985/86                                                                                               | 1. SNFL                                          | 2      | 30  | 12  | 8   | 10  | 47  | 37  | +10 | 32  | 4.     |
| Klub byl v letech 1986 až 1991 sloučen pod hlavičkou Internacionál Slovnaft ZŤS Bratislava-Petržalka. |                                                  |        |     |     |     |     |     |     |     |     |        |
| 1991/92                                                                                               | 1. SNFL                                          | 2      | 30  | 9   | 9   | 12  | 32  | 45  | -13 | 27  | 10.    |
| 1992/93                                                                                               | 1. SNFL                                          | 2      | 30  | 7   | 12  | 11  | 28  | 41  | -13 | 26  | 10.    |
| Slovensko (1993 – 2014)                                                                               |                                                  |        |     |     |     |     |     |     |     |     |        |
| Sezóny                                                                                                | Liga                                             | Úroveň | Z   | V   | R   | P   | VG  | OG  | +/- | B   | Pozice |
| 1993/94                                                                                               | 2. liga                                          | 2      | 30  | 14  | 5   | 11  | 37  | 27  | +10 | 33  | 4.     |
| 1994/95                                                                                               | 2. liga                                          | 2      | 30  | 18  | 3   | 9   | 57  | 26  | +31 | 57  | 3.     |
| 1995/96                                                                                               | 2. liga                                          | 2      | 30  | 19  | 6   | 5   | 54  | 29  | +25 | 63  | 1.     |
| 1996/97                                                                                               | 1. liga                                          | 1      | 30  | 9   | 8   | 13  | 29  | 49  | -20 | 35  | 13.    |
| 1997/98                                                                                               | Mars superliga                                   | 1      | 30  | 11  | 6   | 13  | 27  | 28  | -1  | 39  | 8.     |
| 1998/99                                                                                               | Mars superliga                                   | 1      | 30  | 11  | 6   | 13  | 37  | 42  | -5  | 39  | 9.     |
| 1999/00                                                                                               | Mars superliga                                   | 1      | 30  | 11  | 6   | 13  | 43  | 48  | -5  | 39  | 9.     |
| 2000/01                                                                                               | Mars superliga                                   | 1      | 36  | 15  | 9   | 12  | 59  | 55  | +4  | 54  | 4.     |
| 2001/02                                                                                               | Mars superliga                                   | 1      | 36  | 11  | 14  | 11  | 51  | 45  | +6  | 47  | 7.     |
| 2002/03                                                                                               | 1. liga                                          | 1      | 36  | 20  | 7   | 9   | 49  | 32  | +17 | 67  | 2.     |
| 2003/04                                                                                               | Corgoň liga                                      | 1      | 36  | 10  | 14  | 12  | 43  | 44  | -1  | 44  | 8.     |
| 2004/05                                                                                               | Corgoň liga                                      | 1      | 36  | 20  | 12  | 4   | 64  | 28  | +36 | 72  | 1.     |
| 2005/06                                                                                               | Corgoň liga                                      | 1      | 36  | 23  | 5   | 8   | 58  | 33  | +25 | 74  | 2.     |
| 2006/07                                                                                               | Corgoň liga                                      | 1      | 28  | 17  | 5   | 6   | 56  | 38  | +18 | 56  | 2.     |
| 2007/08                                                                                               | Corgoň liga                                      | 1      | 33  | 27  | 3   | 3   | 77  | 30  | +47 | 84  | 1.     |
| 2008/09                                                                                               | Corgoň liga                                      | 1      | 33  | 12  | 11  | 10  | 50  | 38  | +12 | 47  | 6.     |
| 2009/10                                                                                               | Corgoň liga                                      | 1      | 33  | 7   | 8   | 18  | 33  | 51  | -18 | 29  | 12.    |
| 2010/11                                                                                               | 1. liga                                          | 2      | 33  | 13  | 12  | 8   | 55  | 36  | +19 | 51  | 3.     |
| 2011/12                                                                                               | 2. liga                                          | 2      | 33  | 4   | 8   | 21  | 22  | 54  | -32 | 19  | 12.    |
| 2012/13                                                                                               | 3. liga – sk. Západ                              | 3      | 30  | 10  | 6   | 14  | 30  | 43  | -13 | 36  | 11.    |
| 2013/14                                                                                               | 3. liga – sk. Západ                              | 3      | 30  | 9   | 5   | 16  | 40  | 52  | -12 | 26  | 14.    |

## Účast v evropských pohárech
| Sezóna  | Soutěž           | Kolo               | Klub                     | Skóre    | Střelci branek                           |
| ------- | ---------------- | ------------------ | ------------------------ | -------- | ---------------------------------------- |
| 2001    | Pohár Intertoto  | 1. kolo            | FK Ekranas               | 1:1, 1:1 | Kinder, Sotlis                           |
| 2001    | Pohár Intertoto  | 2. kolo            | NK Celje                 | 0:5, 1:1 | Bedi                                     |
| 2003/04 | Pohár UEFA       | Předkolo           | F91 Dudelange            | 1:0, 1:0 | Ďurica                                   |
| 2003/04 | Pohár UEFA       | 1. kolo            | Girondins de Bordeaux    | 1:2, 1:1 | Krejčí                                   |
| 2004/05 | Pohár UEFA       | 2. předkolo        | FK Dněpr Dněpropetrovsk  | 0:3, 1:1 | Borbély                                  |
| 2005/06 | Liga mistrů UEFA | 1. předkolo        | FK Kajrat Almaty         | 0:2, 4:1 | Borbély, Tchuř, Kozák, Staňo             |
| 2005/06 | Liga mistrů UEFA | 2. předkolo        | Celtic FC                | 0:4, 5:0 | Halenár, Vaščák, Mikulič                 |
| 2005/06 | Liga mistrů UEFA | 3. předkolo        | FK Partizan              | 0:0, 0:0 | —                                        |
| 2005/06 | Liga mistrů UEFA | Základní skupina H | FC Internazionale Milano | 0:1, 0:4 | —                                        |
| 2005/06 | Liga mistrů UEFA | Základní skupina H | FC Porto                 | 3:2, 0:0 | Petráš, Kozák, Borbély                   |
| 2005/06 | Liga mistrů UEFA | Základní skupina H | Rangers FC               | 0:0, 2:2 | Kozák, Borbély                           |
| 2005/06 | Pohár UEFA       | 3. kolo            | Levski Sofia             | 0:1, 0:2 | —                                        |
| 2006/07 | Pohár UEFA       | 1. předkolo        | FC WIT Georgia           | 2:0, 1:2 | Hartig, Reiter, Halenár                  |
| 2006/07 | Pohár UEFA       | 2. předkolo        | FK Dinamo Minsk          | 2:1, 3:2 | Reiter, Čišovský, Halenár, Gajdoš, Burák |
| 2006/07 | Pohár UEFA       | 1. kolo            | RCD Espanyol             | 2:2, 1:3 | Tchuř, Halenár, Buryán                   |
| 2007/08 | Pohár UEFA       | 1. předkolo        | FC Zimbru Chişinau       | 1:1, 2:2 | Ďurica, Guédé, Borbély                   |
| 2007/08 | Pohár UEFA       | 2. předkolo        | FC MIKA Jerevan          | 1:2, 2:0 | Fodrek, Obžera                           |
| 2007/08 | Pohár UEFA       | 1. kolo            | Panathinaikos FC         | 1:2, 0:3 | Urbánek                                  |
| 2008/09 | Liga mistrů UEFA | 1. předkolo        | Valletta FC              | 2:0, 1:0 | Čišovský, Pavol Farkaš                   |
| 2008/09 | Liga mistrů UEFA | 2. předkolo        | Tampere United           | 3:1, 4:2 | Pospěch, Piroska Obžera, Halenár, Kozák  |
| 2008/09 | Liga mistrů UEFA | 3. předkolo        | Juventus FC              | 0:4, 1:1 | Fodrek                                   |
| 2008/09 | Pohár UEFA       | 1. kolo            | SC Braga                 | 0:4, 0:2 | —                                        |

## FC Artmedia Petržalka „B“
FC Artmedia Petržalka „B“ byl rezervní tým petržalské Artmedie. Zanikl v roce 2009 po jeho zrušení. Největšího úspěchu dosáhl v sezóně 2008/09, kdy se ve 2. lize (tehdejší 3. nejvyšší soutěž) umístil na 9. místě.

### Umístění v jednotlivých sezonách
Stručný přehled
Zdroj: 
- 1973–1975: Krajský přebor – sk. Bratislava
- 1975–1977: I. A trieda BFZ
- 1977–1979: I. A trieda BFZ – sk. B
- 1979–1980: Krajský přebor – sk. Bratislava
- 1985–1986: Divize – sk. Západ (Bratislava "A")
- 2008–2009: 3. liga – sk. Západ

Jednotlivé ročníky
Zdroj: 
Legenda: Z - zápasy, V - výhry, R - remízy, P - porážky, VG - vstřelené góly, OG - obdržené góly, +/- - rozdíl skóre, B - body, červené podbarvení - sestup, zelené podbarvení - postup, fialové podbarvení - reorganizace, změna skupiny či soutěže
| Československo (1973 – 1993) |                                     |        |     |     |     |     |     |     |     |     |        |
| Sezóny                       | Liga                                | Úroveň | Z   | V   | R   | P   | VG  | OG  | +/- | B   | Pozice |
| 1973/74                      | Krajský přebor – sk. Bratislava     | 5      | 23  | 8   | 7   | 8   | 37  | 36  | +1  | 23  | 6.     |
| 1974/75                      | Krajský přebor – sk. Bratislava     | 5      | 25  | 3   | 6   | 16  | 20  | 48  | -28 | 12  | 14.    |
| 1975/76                      | I. A trieda BFZ                     | 6      | ... | ... | ... | ... | ... | ... | ... | ... |        |
| 1976/77                      | I. A trieda BFZ                     | 6      | 23  | 12  | 9   | 2   | 46  | 29  | +17 | 33  | 3.     |
| 1977/78                      | I. A trieda BFZ – sk. B             | 5      | 26  | 8   | 9   | 9   | 40  | 45  | -5  | 25  | 7.     |
| 1978/79                      | I. A trieda BFZ – sk. B             | 5      | ... | ... | ... | ... | ... | ... | ... | ... |        |
| 1979/80                      | Krajský přebor – sk. Bratislava     | 4      | 26  | 5   | 3   | 18  | 25  | 54  | -29 | 13  | 14.    |
| ...                          |                                     |        |     |     |     |     |     |     |     |     |        |
| 1985/86                      | Divize – sk. Západ (Bratislava "A") | 4      | 26  | 7   | 8   | 11  | 27  | 40  | -13 | 22  | 8.     |
| ...                          |                                     |        |     |     |     |     |     |     |     |     |        |
| Slovensko (1993 – 2009)      |                                     |        |     |     |     |     |     |     |     |     |        |
| Sezóny                       | Liga                                | Úroveň | Z   | V   | R   | P   | VG  | OG  | +/- | B   | Pozice |
| ...                          |                                     |        |     |     |     |     |     |     |     |     |        |
| 2008/09                      | 2. liga – sk. Západ                 | 3      | 30  | 10  | 9   | 11  | 34  | 34  | 0   | 39  | 9.     |